# Carlos Asensio Cabanillas
Pour les articles homonymes, voir Asensio.
Carlos Asensio Cabanillas  (né le 14 novembre 1896 et mort en 1969 à Madrid était un général de brigade de l'armée nationaliste espagnole.

## Biographie
C'est un soldat et un homme d'État espagnols qui a servi pendant la guerre civile espagnole, un général dans l'armée d'Afrique de Franco.
Lors du début de la guerre civile espagnole en juillet 1936, Asensio Cabanillas et le colonel Sáenz de Buruaga ont obtenu Tetouan. Au cours du premier mois de la guerre, sa colonne, qui combattait aux côtés des troupes de Juan Yagüe, fit une impressionnante marche forcée de Séville à Madrid, prenant les villes de Badajoz, Tolède et Talavera. Son avance sanglante dans la ville universitaire pendant le siège de Madrid marquera l'avancée nationale la plus éloignée contre la ville jusqu'à la fin de la guerre. Au Jarama, sa colonne a mené une attaque à travers le fleuve, mais est arrêté par les Brigades internationales.
Après la guerre, Franco a promu Asensio Cabanillas au grade de lieutenant général. Il sert au Haut Commissariat espagnol au Maroc et plus tard comme ministre de la Guerre et aux Îles Baléares de 1945 à 1948. Asensio Cabanillas est décédé en 1969.